# Каплиця РКЦ (Антонів)
Римсько-католицька каплиця в Антонові — недіюча культова споруда Римсько-католицької церкви в селі Антонові Тернопільської области України.

## Історія
У 1936 році за даними схематизму Львівської архідієцезії святиня перебуває в процесі будівництва. Найімовірніше, що до Другої світової війни її не встигли святити.
Нині — недіюча.